# 忠犬タマ公

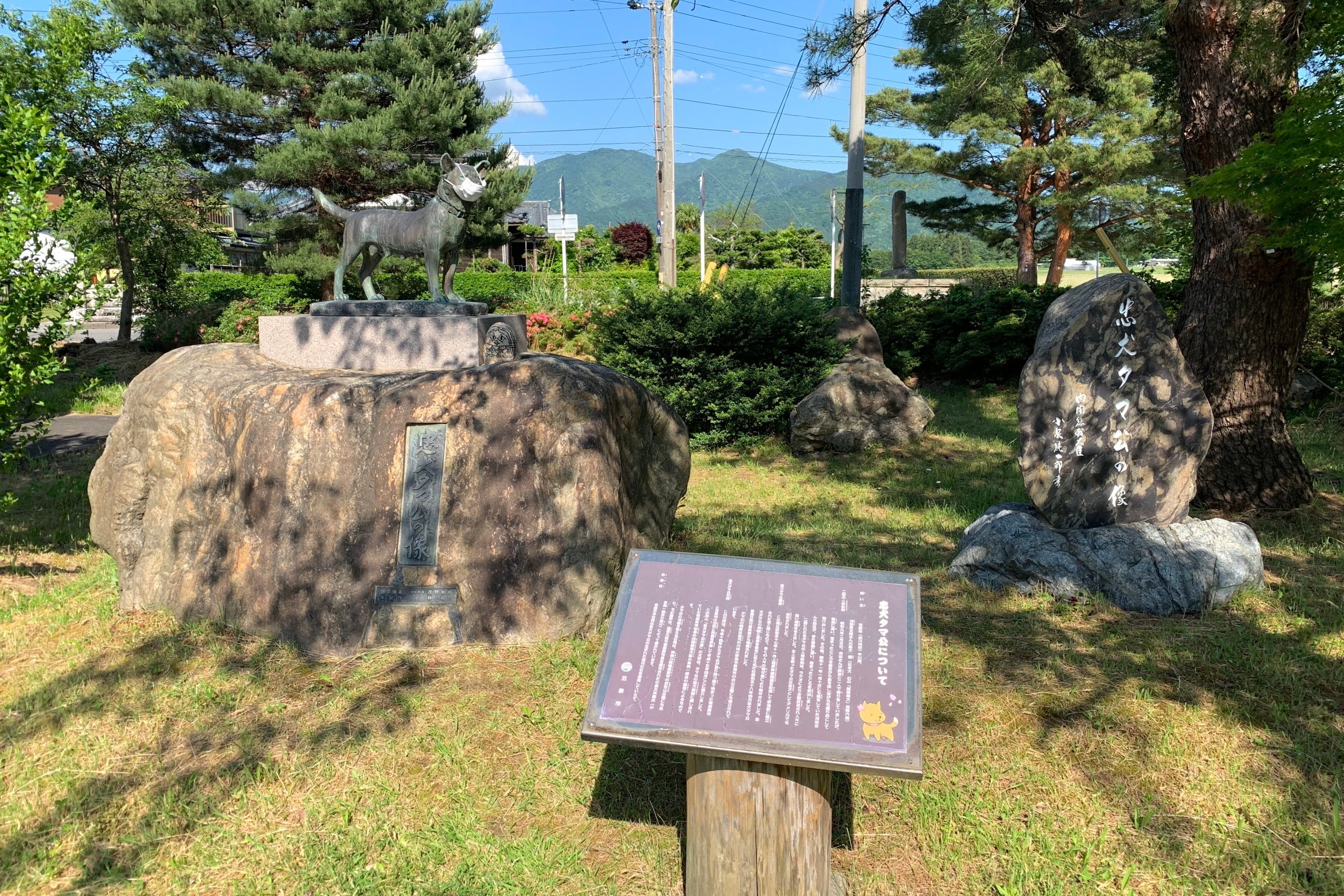
村松公園のタマ公像（2020年5月）

胎内市笹口浜のタマ公像（2021年3月）

白山公園のタマ公像（2021年3月）

新潟駅南口のタマ公像（2021年3月）

忠犬タマ公（ちゅうけんタマこう）は、新潟県中蒲原郡川内村（のちの村松町、現在の五泉市村松地区）にて飼われていたメスの柴犬（越後柴犬）である。飼い主を2度にわたり雪崩から救ったことから、忠犬として知られている。

## 概要
昭和の初めの頃、新潟県中蒲原郡川内村で猟師をしていた刈田吉太郎が飼っていた越後柴犬である。1934年（昭和9年）2月5日と1936年（昭和11年）1月10日の2度にわたり、刈田が猟場にて雪崩に巻き込まれたのを助けたことにより、日本や世界の新聞・ラジオで大きく取り上げられた。タマは新潟県知事やアメリカ合衆国から表彰され、1940年（昭和15年）に11歳で没した。

### 銅像
1936年（昭和11年）、乃木神社奉賛会の人々によって北蒲原郡築地村と乙村の境界付近にある笹口浜に建立された。翌1937年（昭和12年）には、当時の川内村立川内小学校校長の呼びかけで、羽下大化による銅像が川内小学校と新潟市の白山公園に建立された。このうち、白山公園に建立された銅像は第二次世界大戦中に銅鉄供出されたが、1958年（昭和33年）に再建運動が起き、翌1959年（昭和34年）、皇太子明仁親王（明仁上皇）と正田美智子（上皇后美智子）のご成婚を記念して渡辺徹により2代目が建立された。また、1982年（昭和57年）には上越新幹線開通を記念して、新潟駅南口駅舎2階の新幹線コンコースに羽下大化の弟子の林昭三により銅像が建立された。さらに、翌1983年（昭和58年）には五泉市にある村松公園にも林昭三により銅像が建立された。少し時を経た2003年（平成15年）には五泉市内にあるありがとうの郷・タマ公苑に銅像が建ち、そして2021年（令和3年）には五泉市内に新しくできたラポルテ五泉に愛宕小にあるものを複製する形で銅像が建ち、新潟県内には合計7基の忠犬タマ公の銅像が存在することになった。
また、当時横須賀市に在住していた新潟県出身の海軍関係者が、この話に感動し、1936年（昭和11年）に高さ約2mの石碑を建立した。この石碑の揮毫は、当時横須賀市長であった小泉又次郎によるものであった。当時の村松町川内地区と横須賀市衣笠地区はこの縁から交流を深め、2002年（平成14年）からは市民レベルでの交流が本格化し、合併後の五泉市と横須賀市は2009年（平成21年）1月15日付で災害時相互応援協定を締結した。2017年（平成29年）3月23日の衣笠観光協会主催「忠犬タマ公慰霊祭」において、五泉市から寄贈された忠犬タマ公像の除幕式も行われた。揮毫は小泉純一郎の次男、小泉進次郎によるものである。現在、日本国内には合計8基の忠犬タマ公の銅像が存在する。
なお、村松公園にあるタマ公像の隣に建立されている石碑の揮毫は、小泉又次郎の孫であり、当時の内閣総理大臣であった小泉純一郎によるものである。